# Ewa Bukojemska
Ewa Maria Bukojemska (ur. 18 września 1949 w Krakowie) – pianistka polska, pedagog, profesor i długoletni kierownik Katedry Fortepianu Akademii Muzycznej w Krakowie.

## Życiorys
Ukończyła studia pianistyczne w krakowskiej Akademii Muzycznej pod kierunkiem prof. L. Stefańskiego. Jako stypendystka Rządu Francuskiego studiowała w Paryżu u Nadii Boulanger i Vlado Perlemutera.
Prowadziła klasy fortepianu i kursy mistrzowskie w: Konserwatorium Amerykańskim w Fontainebleau (1975, 1976, 1977), Buenos Aires (1991), Niemczech (Buckow 1993), Meksyku (1994).
W 1970 roku brała udział w VIII Międzynarodowym Konkursie Pianistycznym im. Fryderyka Chopina w Warszawie. W 1971 otrzymała 2. nagrodę (1. nagrody nie przyznano) na Międzynarodowym Konkursie Muzycznym im. Marii Canals w Barcelonie (ex aequo z Yves Noack z Francji). Jest też laureatką  nagrody „Laur Krakowskich Melomanów” (1970) oraz nagrody im. Lili Boulanger (Paryż 1975). 
Dokonała nagrań dla Polskiego Radia i Telewizji, w latach 70. nagrała z Kają Danczowską płytę dla Polskich Nagrań. W roku 1995 zarejestrowała archiwalnie dla Polskiego Radia komplet 21 nokturnów F. Chopina. Koncertowała z wieloma znanymi dyrygentami, jak Krzysztof Missona, Jerzy Katlewicz, Andrzej Markowski, Karol Teutsch, Kazimierz Kord, Tadeusz Strugała, Antoni Wit, Stanisław Gałoński, Jerzy Salwarowski, Tomasz Bugaj, Marek Pijarowski. Współpracowała jako edytor z Polskim Wydawnictwem Muzycznym przy opracowywaniu źródłowego wydania Dzieł Wszystkich Karola Szymanowskiego. Jest członkiem SPAM, Towarzystwa im. F. Chopina, Towarzystwa im. K. Szymanowskiego, polskiego oddziału European Pianists Teachers Association. 
24 lutego 2011 została odznaczona przez ministra kultury i dziedzictwa narodowego Bogdana Zdrojewskiego Srebrnym Medalem „Zasłużony Kulturze Gloria Artis”.